# Fuentesoto
Fuentesoto ist ein Ort und eine nordspanische Gemeinde (municipio) mit 100 Einwohnern (Stand: 2024) in der Provinz Segovia in der Autonomen Gemeinschaft Kastilien-León.

## Lage und Klima
Die Gemeinde Fuentesoto liegt etwa 55 km (Fahrtstrecke) nordnordöstlich von Segovia in einer mittleren Höhe von ca. 930 m. Das Klima ist im Winter rau, im Sommer dagegen gemäßigt bis warm; Regen (ca. 499 mm/Jahr) fällt übers Jahr verteilt.

## Bevölkerungsentwicklung
| Jahr      | 1970 | 1981 | 1991 | 2001 | 2011 | 2021 |
| Einwohner | 449  | 250  | 179  | 171  | 145  | 107  |

## Sehenswürdigkeiten
- Reste einer westgotischen Kirche
- Peterskirche

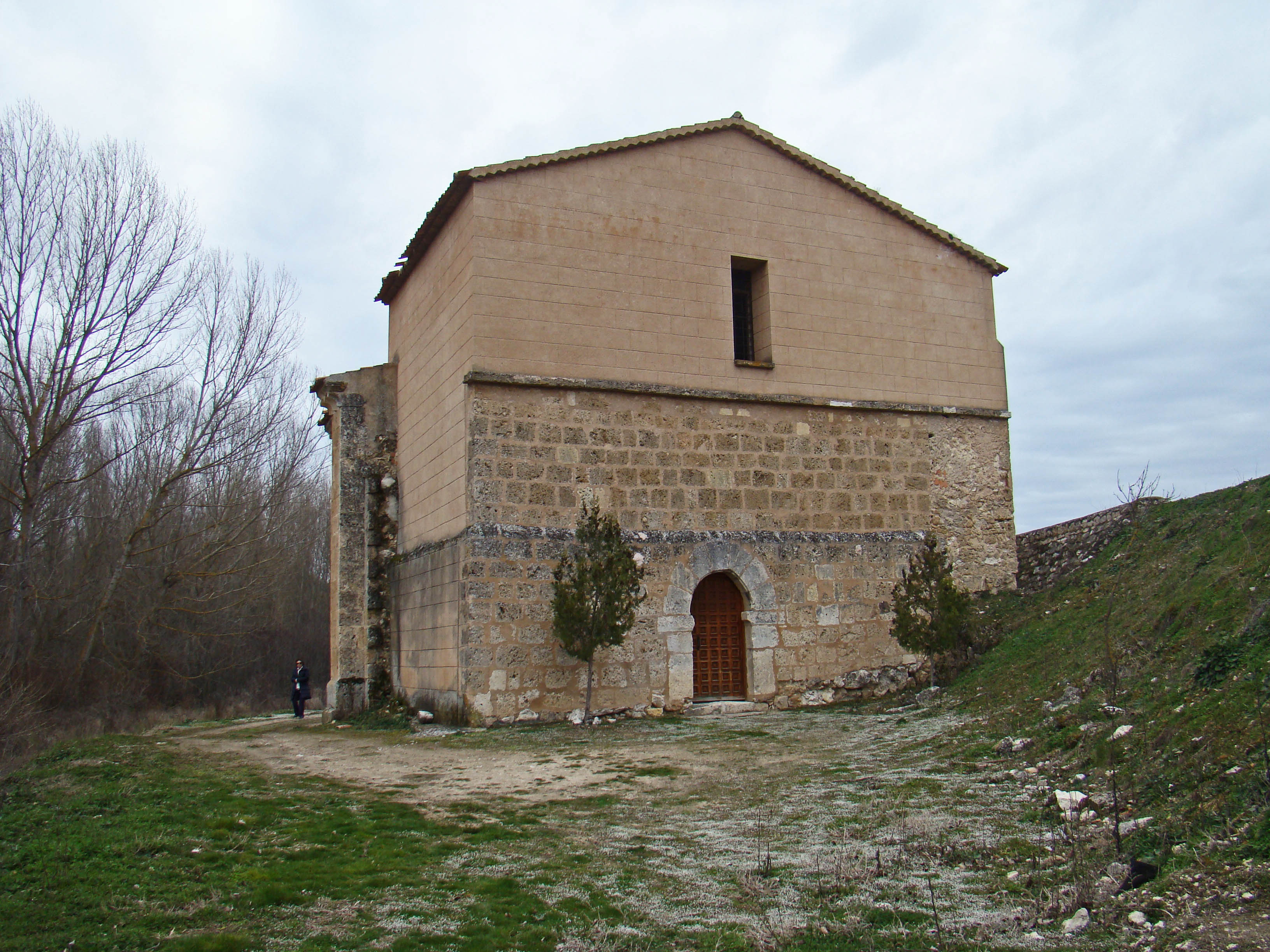
Vinzenzkapelle
- Rathaus

- Vinzenzkapelle